# Madeleine Madden

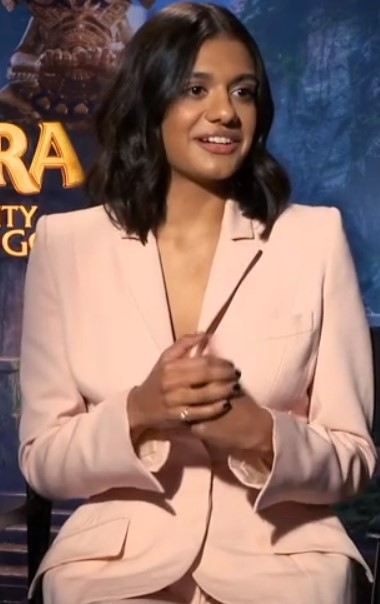
Madeleine Madden (2019)

Madeleine Madden (* 29. Januar 1997 in Sydney) ist eine australische Schauspielerin, die sich für die Rechte der indigenen Bevölkerung ihres Heimatlands einsetzt. In Deutschland wurde sie bekannt durch ihre Rolle in der Fernsehserie Das Rad der Zeit.

## Leben und Karriere
Madeleine Madden ist die Tochter der Kunstkuratorin und Schriftstellerin Hetti Perkins und ihrem Mann Lee Madden; ihr Großvater ist der Aktivist der Aborigines Charles Perkins (1936–2000). Sie hat zwei ältere Schwestern sowie zwei jüngere Halbschwestern, darunter die Schauspielerin Miah Madden. Ihre Kindheit verbrachte Madeleine mit ihrer Familie in Redfern, einem Stadtteil von Sydney im Bundesstaat New South Wales, Australien. Bereits in jungen Jahren hatte sie Freude an Schauspielerei, Verkleidungen und Geschichtenerzählen und wurde darin durch ihre Familie gefördert. Madeleines Vater starb 2003 bei einem Verkehrsunfall. Danach wurde sie gemeinsam mit ihren Schwestern Lille und Thea weiter von ihrer Mutter Hetti Perkins erzogen, während ihre Halbschwestern Miah und Ruby zu deren Mutter zogen.
Nachdem sie bereits 2009 und 2010 kleine Rollen in Film und Fernsehen gespielt hatte, wurde sie im Alter von 13 Jahren einem breiten Publikum bekannt, als sie als erste Jugendliche in Australien eine Ansprache an die Nation hielt. Ihre zweiminütige Rede über die Zukunft der australischen Ureinwohner wurde von allen frei empfangbaren Fernsehsendern in Australien ausgestrahlt und von etwa 6 Millionen Zuschauern gesehen. Madeleine Madden appellierte darin an alle Australier, die indigene Bevölkerung zu unterstützen, indem sie ihnen Arbeitsmöglichkeiten geben, um ihr Leben zu verbessern. Die Aktion erfolgte im Namen von GenerationOne, einer Bewegung, die sich für die Überwindung der Ungleichheit zwischen indigenen und nicht-indigenen Australiern einsetzt.
Nach weiteren Nebenrollen in Film und Fernsehen erhielt sie 2015 die Hauptrolle der Zoe in der australischen Fernsehserie Ready for This (deutsch: Ready for this – Die Chance deines Lebens), die sich um das Leben von fünf indigenen Teenagern dreht. Die Serie wurde 2015 bei den AACTA Awards als „Best Children´s Television Series“ und im Frühjahr 2016 mit dem TV Week Logie Award für das „Most Outstanding Children’s Program“ ausgezeichnet.
Maddens erster großer Auftritt in einem Kinofilm war die Rolle der Sammy in dem US-amerikanischen Kinder-Abenteuerfilm Dora und die goldene Stadt (2019), der auf der Zeichentrick-Serie Dora basiert. Dort ist sie auch auf dem Soundtrack als Interpretin des Lieds Don’t Be Dead Song zu hören. Seit 2021 spielt sie die Egwene al’Vere in der von Amazon produzierten Fantasyserie Das Rad der Zeit, basierend auf der gleichnamigen Romanreihe von Robert Jordan.

## Filmografie
- 2009: Ralph (Kurzfilm)
- 2009: My Place (Fernsehserie, 2 Episoden)
- 2011: Moth (Kurzfilm)
- 2012: The Hoarders (Kurzfilm)
- 2012–2013: Redfern Now (Fernsehserie, 2 Episoden)
- 2013: Around the Block
- 2014: Frontier (Kurzfilm)
- 2014: The Moodys (Fernsehserie, 1 Episode)
- 2014: Jack Irish (Fernsehfilm)
- 2014: The Code (Fernsehserie, 2 Episoden)
- 2015: Ready for This (Fernsehserie, 13 Episoden)
- 2016: Gimpsey (Kurzfilm)
- 2016: The Weekend Shift (Fernsehserie)
- 2016: Tomorrow When the War Began (Fernsehserie, 6 Episoden)
- 2017: High Life (Fernsehserie, 6 Episoden)
- 2017: The Heart Guy (Doctor Doctor, Fernsehserie, 1 Episode)
- 2018: Cooee (Kurzfilm)
- 2018: Picnic at Hanging Rock (Fernsehserie, 6 Episoden)
- 2018: Mystery Road – Verschwunden im Outback (Mystery Road, Fernsehserie, 6 Episoden)
- 2018: Pine Gap (Fernsehserie, 6 Episoden)
- 2018: Tidelands (Fernsehserie, 6 Episoden)
- 2019: Dora und die goldene Stadt (Dora and the Lost City of Gold)
- 2019: I’ve Been Thinking About What You Look Like (Kurzfilm)
- 2021–2025: Das Rad der Zeit (The Wheel of Time, Fernsehserie)
- 2022: Ark: The Animated Series (Fernsehserie, 1 Episode)